# Zoom Video Communications
Zoom Video Communications, Inc. (Zoom) — американская компания коммуникационных технологий со штаб-квартирой в Сан-Хосе, Калифорния, которая предоставляет услуги удалённой конференц-связи с использованием облачных вычислений. Zoom предлагает коммуникационное программное обеспечение Zoom, которое объединяет видеоконференции, онлайн-встречи, чат и мобильную совместную работу.

## История

### Ранние годы
Zoom была основана в 2011 году Эриком Юанем, бывшим вице-президентом Cisco WebEx. Он покинул Cisco в апреле 2011 года с 40 инженерами для запуска новой компании Saasbee, Inc. Компания испытывала трудности с привлечением инвестиций, поскольку инвесторы полагали, что рынок видеоконференций уже насыщен предложениями. В июне 2011 года Saasbee, Inc. привлекла $3 млн посевного финансирования от основателя WebEx Субра Ияр, Дэна Шейнмана и нескольких венчурных капиталистов.
Дэвид Берман из WebEx и Ring Central стал президентом в ноябре 2015 года. Программа Zoom была запущена в январе 2013 года, и к маю 2013 года количество её пользователей достигло одного миллиона. В течение первого года выпуска Zoom установила партнёрские отношения с поставщиками программного обеспечения для совместной работы B2B. Партнёрство с Redbooth (в то время известное как Teambox) сыграло свою роль в добавлении видео компонента в Redbooth. Вскоре после этого партнёрства Zoom создала программу под названием «Работает с Zoom», которая установила партнёрские отношения с несколькими поставщиками оборудования и программного обеспечения, такими как Logitech, Vaddio, и InFocus. К концу года Zoom удалось интегрировать своё программное обеспечение в InterviewStream, компанию, которая предоставляет возможность удалённого видео-интервью для работодателей. InterviewStream расширил возможности видео-интервью, используя видео-сервисы Zoom.

### Рост
11 декабря 2013 года Centrify Corporation объявила, что интегрирует Microsoft Active Directory, управление доступом и единый вход (SSO), совместимые с приложением Zoom. К 17 марта 2014 года Zoom добавила участникам возможность присоединяться к собраниям, набрав бесплатный номер коммутируемой телефонной сети общего пользования благодаря партнёрству с Voxbone . Выпуск версии 3.5 в конце года добавил совместное использование мобильного экрана для мобильных устройств под управлением iOS.
В июне 2014 года количество участников Zoom выросло до 10 миллионов. По состоянию на февраль 2015 года число участников, использующих главный продукт Zoom Video Communication — Zoom Meetings — достигло 40 миллионов человек, на которые подписались 65 000 организаций. В дополнение к этому компания превысила 1 миллиард минут общего собрания на протяжении всего срока службы.
4 февраля 2015 года Zoom Video Communications получила 30 миллионов долларов на финансирование серии C. В этом раунде финансирования участвуют Emergence Capital, Horizons Ventures (Ли Ка-Шинг), Qualcomm Ventures, Джерри Янг и доктор Патрик Сунсюн . В том же году, 15 сентября, Zoom заключил партнёрские отношения с Salesforce для интеграции видеоконференций в платформу CRM, позволяя продавцам инициировать такие конференции со своими лидерами, не покидая приложения. Вскоре после этой интеграции 3 ноября Дэвид Берман, бывший президент RingCentral, был назначен президентом Zoom Video Communications. Питер Гасснер — основатель и генеральный директор Veeva Systems - присоединился к совету директоров Zoom в тот же день.
В феврале 2016 года Zoom открыла новый офис в Денвере, штат Колорадо. По словам Юаня, генерального директора компании, причиной этого расширения было использование «растущей технологической сцены» штата и его центрального расположения в США. Позже в том же году компания добавила Баска Айера — ИТ-директора VMware — в качестве бизнес-консультанта.
В начале 2017 года компания была оценена в 1 млрд долларов.
В январе 2017 года Zoom официально вступила в клуб Unicorn и привлекла $ 100 млн. Для финансирования серии D от Sequoia Capital по оценке в миллиард долларов. Объявление было связано с выпуском Zoom 4.0. По словам генерального директора Юаня, компания будет вкладывать средства в инвестиции и инвестировать в части, которые нуждаются в разработке, а не планировать проект с этими фондами, поскольку Zoom имела положительный денежный поток в прошлом квартале.
24 апреля 2017 года Zoom объявила о выпуске первого масштабируемого продукта для телездравоохранения, позволяющего врачам принимать своих пациентов с помощью видео для консультации. Решение под названием Zoom for Telehealth интегрируется с другими приложениями здравоохранения в инфраструктуре больниц и предоставляет «виртуальную комнату ожидания» для пациентов. Это также позволяет подписанным соглашениям с деловыми партнёрами поддерживать соответствие HIPAA для усыновителей.
В мае 2017 года Zoom объявила о партнёрстве с Polycom новым продуктом под названием Zoom Connector для Polycom. Zoom Connector для Polycom интегрировал видеоконференции Zoom в системы конференц-связи Polycom, предоставляя такие функции, как встречи на нескольких экранах и устройствах, совместное использование экрана HD и беспроводной сети, а также интеграцию календаря с Outlook, Google Calendar и iCal.
В августе 2017 года Marketwired опубликовал пресс-релиз, в котором отмечается, что Zoom прошла несколько этапов роста. В число основных событий входило размещение более 20 миллиардов минут в митингах (по сравнению с 6,9 миллиардами в прошлом году), открытие офисов за рубежом в Сиднее и Великобритании, увеличение годового дохода на 150 % и увеличение клиентской базы на 100 %, партнёрство и оптимизация интеграции Polycom, Crestron и Cisco, а также новые функции и улучшения для своей платформы, в том числе Zoom Rooms Scheduling Display и Zoom для Telehealth. Кроме того, Zoom заняла 18-е место в списке Forbes Cloud 100 и получила 4,8 / 5 баллов по Gartner Peer Insights.
В сентябре 2017 года Zoom провела Zoomtopia 2017, первую ежегодную конференция пользователей Zoom. Zoom анонсировала серию новых продуктов и партнёрств, в том числе партнёрство Zoom с Meta для интеграции Zoom с дополненной реальностью, интеграцию со Slack и Workplace через Facebook, а также сделала первые шаги к преобразованию речи в текст с искусственным интеллектом.
В октябре 2017 года Zoom объявила, что Джонатан Чедвик (Jonathan Chadwick) присоединился к совету директоров компании в качестве председателя комитета по аудиту для контроля финансовой отчётности и раскрытия информации.
8 ноября 2017 года Zoom объявила, что Келли Штекельберг (Kelly Steckelberg), бывшая генеральный директор Zoosk и финансовый директор подразделения Cisco WebEx, присоединилась к Zoom в качестве нового финансового директора (CFO).

### После выхода на IPO
В марте 2019 года Zoom подала заявку на публичное размещение на NASDAQ а 18 апреля 2019 года компания стала публичной, её акции выросли более чем на 72 %, а первичное публичное размещение акций составило 36 долларов. К концу IPO компания была оценена в чуть менее 16 миллиардов долларов.
В начале апреля 2020 года количество ежедневных пользователей Zoom выросло до 200 млн человек, в сравнении с 10 млн в декабре 2019 года. Рост связан с введением карантинных мер во многих странах мира из-за пандемии COVID-19.
18 июля 2021 года Zoom сообщила о том, что купит разработчика облачного программного обеспечения Five9. Стоимость сделки оценивается в $14,7 млрд. По словам руководства, покупка позволит компании развивать собственный сервис облачной телефонии Zoom Phone. Однако, 30 сентября 2021 года стало известно, что компании Zoom и Five9 отказались от сделки, так как акционеры Five9 проголосовали против поглощения.
14 сентября 2021 года компания Zoom в своём сообщении объявила о запуске вместе с Facebook новой интерактивной платформы Whiteboard. Она представляет собой виртуальный центр, который может быть использован для того, чтобы создавать, комментировать и обмениваться идеями с любого устройства даже в офлайн-режиме.
17 марта 2025 года компания объявила о значительном расширении функций искусственного интеллекта, представив новые возможности AI Companion и улучшения во всей линейке своих сервисов. Обновления направлены на повышение продуктивности и улучшение совместной работы на платформе Zoom.